# Мармеладные мишки
Мармеладные мишки (нем. Gummibärchen — букв. «резиновые медвежата») — сладости на основе желатина, сделанные в форме маленьких медведей. В состав входят также сахар, сироп глюкозы, крахмал, специи, лимонная кислота, пищевые красители и другие ингредиенты. Размер жевательного мармелада — около 2 см (0,79 дюйма).

## История

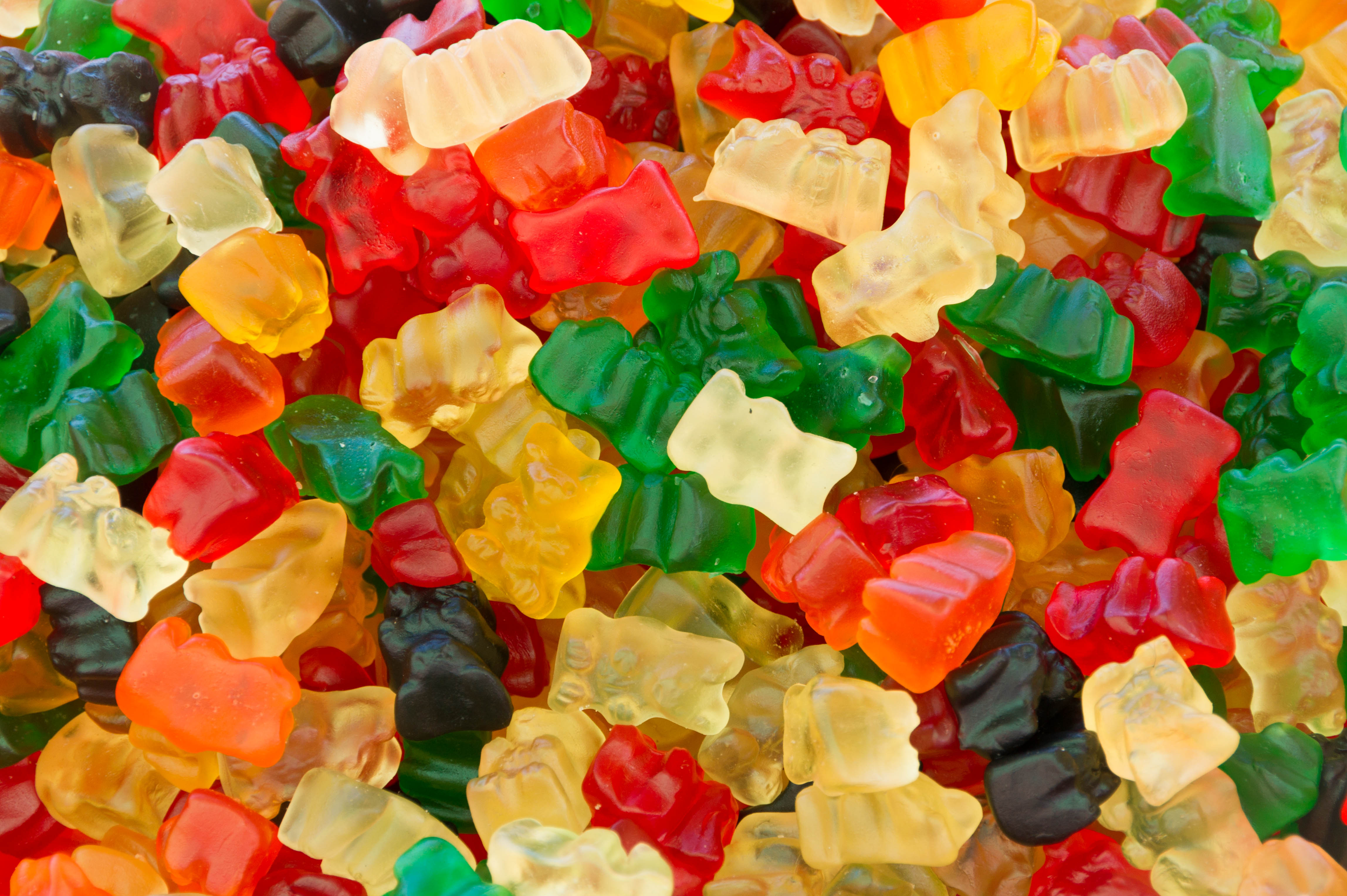

Их производство было начато в Германии. В 1920 году Ханс Ригель, владелец кондитерской фабрики в Бонне, основал компанию Haribo, а в 1922 году придумал мармеладных мишек. Выпускались медвежата двух размеров 1,7 см высотой (Minibär) и 2,2 см высотой (Super-Goldbär), покрытые тончайшим слоем пчелиного воска, предотвращающего их склеивание.
Вскоре они стали любимым лакомством у детей. К 60-м годам появилось множество вариантов мармелада, отличающихся цветом, вкусом и формой.
Вопрос об их вреде для здоровья является дискуссионным, нередко отмечалось, что частое употребление этого продукта может привести к разрушению зубов, особенно у детей.